# Thorelliola dissimilis
Thorelliola dissimilis là một loài nhện trong họ Salticidae.
Loài này thuộc chi Thorelliola. Thorelliola dissimilis được Gardzińska miêu tả năm 2009.